# The Key the Secret
The Key the Secret is een nummer van de Britse Eurodance groep Urban Cookie Collective. Het is de eerste single van hun debuutalbum High on a Happy Vibe uit 1993. Op 28 juni van dat jaar werd het nummer in Europa op single uitgebracht. Op 23 augustus volgden Australië en Nieuw-Zeeland.

## Achtergrond
De single werd een grote hit in Europa en Oceanië. In thuisland het Verenigd Koninkrijk bereikte de single de 2e positie in de UK Singles Chart. In Ierland en Australië werd de 4e positie en in  Nieuw-Zeeland de 31e positie bereikt en in de Eurochart Hot 100 de 10e.
In Nederland werd de single destijds veel gedraaid op Radio 538 en Radio 3 en werd een gigantische hit. De single bereikte de nummer 1-positie in de Nederlandse Top 40 en de 2e positie in de destijds nieuwe publieke hitlijst op Radio 3, de Mega Top 50.
In België bereikte de single de 5e positie in zowel de voorloper van de Vlaamse Ultratop 50 als de Vlaamse Radio 2 Top 30. In Wallonië werd géén notering behaald.

## Hitnoteringen

### Nederlandse Top 40
| Hitnotering: 25-09-1993 t/m 18-12-1993 | Hitnotering: 25-09-1993 t/m 18-12-1993 | Hitnotering: 25-09-1993 t/m 18-12-1993 | Hitnotering: 25-09-1993 t/m 18-12-1993 | Hitnotering: 25-09-1993 t/m 18-12-1993 | Hitnotering: 25-09-1993 t/m 18-12-1993 | Hitnotering: 25-09-1993 t/m 18-12-1993 | Hitnotering: 25-09-1993 t/m 18-12-1993 | Hitnotering: 25-09-1993 t/m 18-12-1993 | Hitnotering: 25-09-1993 t/m 18-12-1993 | Hitnotering: 25-09-1993 t/m 18-12-1993 | Hitnotering: 25-09-1993 t/m 18-12-1993 | Hitnotering: 25-09-1993 t/m 18-12-1993 | Hitnotering: 25-09-1993 t/m 18-12-1993 | Hitnotering: 25-09-1993 t/m 18-12-1993 |
| Week                                   | 1                                      | 2                                      | 3                                      | 4                                      | 5                                      | 6                                      | 7                                      | 8                                      | 9                                      | 10                                     | 11                                     | 12                                     | 13                                     |                                        |
| -------------------------------------- | -------------------------------------- | -------------------------------------- | -------------------------------------- | -------------------------------------- | -------------------------------------- | -------------------------------------- | -------------------------------------- | -------------------------------------- | -------------------------------------- | -------------------------------------- | -------------------------------------- | -------------------------------------- | -------------------------------------- | -------------------------------------- |
| Nummer                                 | 30                                     | 19                                     | 12                                     | 6                                      | 3                                      | 1                                      | 2                                      | 2                                      | 2                                      | 2                                      | 9                                      | 17                                     | 34                                     | uit                                    |

### Mega Top 50
| Hitnotering: 18-09-1993 t/m 18-12-1993 | Hitnotering: 18-09-1993 t/m 18-12-1993 | Hitnotering: 18-09-1993 t/m 18-12-1993 | Hitnotering: 18-09-1993 t/m 18-12-1993 | Hitnotering: 18-09-1993 t/m 18-12-1993 | Hitnotering: 18-09-1993 t/m 18-12-1993 | Hitnotering: 18-09-1993 t/m 18-12-1993 | Hitnotering: 18-09-1993 t/m 18-12-1993 | Hitnotering: 18-09-1993 t/m 18-12-1993 | Hitnotering: 18-09-1993 t/m 18-12-1993 | Hitnotering: 18-09-1993 t/m 18-12-1993 | Hitnotering: 18-09-1993 t/m 18-12-1993 | Hitnotering: 18-09-1993 t/m 18-12-1993 | Hitnotering: 18-09-1993 t/m 18-12-1993 | Hitnotering: 18-09-1993 t/m 18-12-1993 | Hitnotering: 18-09-1993 t/m 18-12-1993 |
| Week                                   | 1                                      | 2                                      | 3                                      | 4                                      | 5                                      | 6                                      | 7                                      | 8                                      | 9                                      | 10                                     | 11                                     | 12                                     | 13                                     | 14                                     |                                        |
| -------------------------------------- | -------------------------------------- | -------------------------------------- | -------------------------------------- | -------------------------------------- | -------------------------------------- | -------------------------------------- | -------------------------------------- | -------------------------------------- | -------------------------------------- | -------------------------------------- | -------------------------------------- | -------------------------------------- | -------------------------------------- | -------------------------------------- | -------------------------------------- |
| Nummer                                 | 47                                     | 33                                     | 20                                     | 10                                     | 4                                      | 2                                      | 2                                      | 2                                      | 2                                      | 2                                      | 6                                      | 12                                     | 28                                     | 38                                     | uit                                    |